# Източни (район на Москва)
Източни е административен район на Източен окръг в Москва и вътреградско кметство. Включва селищата Източни (Восточный) и Акулово.

## Местна власт
Както и в другите райони на Москва, в Източни действат паралелни органи на властта – управата на района и органите на местното самоуправление. Районният съвет включва 10 депутати, и е създаден през март 2004 г.

## История
Селището Източни е създадено за обслужване на Източната водопроводна станция. През юни 1939 г. е включено в категорията на работническите селища, дадено му е името „Сталинско селище“, и е създаден Сталински селищен съвет на депутатите на трудещите се от град Москва. През 1960 г. Сталинският селищен съвет е придаден към Балашихинския район. През ноември 1961 г. селището е преименувано на Източни, а селищният съвет е прехвърлен към Първомайския район на Москва.
Селището Акулово е създадено за обслужване на Акуловския хидротехнически възел.